# Gerardo Bortoletti
Gerardo Bortoletti (Belluno, 7 giugno 1889 – Padova, 7 maggio 1959) è stato un calciatore e arbitro di calcio italiano, di ruolo attaccante.

## Biografia

### Calciatore
Iniziò a giocare da giovane nella squadra svizzera dei boys del Grasshoppers. Trasferitosi a Venezia, fondò con Walter Aemissegger, Luigi Vianello, Pietro Piccoli, Mario Vivante, Silvio Lorenzetti ed altri nel dicembre 1907 il Venezia Foot-Ball Club.
Giocò sia in prima squadra che in seconda.
In seguito fu tesserato dalla Volontari Venezia, società per la quale fu sia calciatore che arbitro, non avendo volutamente preso la tessera dell'A.I.A.

## Arbitro
Inizia ad arbitrare nel 1909 quale tesserato per il Venezia dirigendo gare venete di Seconda e Terza Categoria e, fra le più importanti, citiamo Padova-Vicenza (0-1) del 10 aprile 1910.
La stagione successiva è tesserato dai Volontari Venezia e dirige Venezia II-Vicenza II (0-1) del 25 marzo 1911, andata della finale di Seconda Categoria.
Esordisce in Prima Categoria nella stagione 1912-1913 dirigendo la gara Bologna-Verona (1-2) del 24 novembre 1912.
Da questa stagione arbitrò la massima serie nazionale italiana lasciando l'arbitraggio nel 1914 per motivi professionali e per l'inizio del conflitto mondiale che lo vide impegnato al fronte nell'arma dell'Artiglieria.
Rientrò ad arbitrare nel 1920 e rimase a disposizione dell'AIA fino al campionato 1926-1927, stagione in cui diresse soltanto Pro Vercelli-Genoa (2-2) del 28 novembre 1926.
Nel 1924 gli fu dato il distintivo d'oro quale "fischietto d'onore".
A fine carriera il C.I.T.A. lo inserì nell'elenco degli "arbitri benemeriti" che maggiormente avevano contribuito alla crescita dell'arbitraggio in Italia.

## Dirigente e delegato AIA
Per due anni fu dirigente della Fulgor di Padova e successivamente il rappresentante A.I.A. presso il Comitato Regionale Veneto. Dopo aver assunto per un anno la dirigenza del Sottocomitato Veneto dell'A.I.A. nel 1924 divenne il presidente della C.A.R. (Commissione Arbitri Regionale) del Veneto.